# Quinsac (Gironda)
Quinsac é uma comuna francesa na região administrativa da Nova Aquitânia, no departamento de Gironda. Estende-se por uma área de 8,14 km². Em 2010 a comuna tinha 2 235 habitantes (densidade: 274,6 hab./km²).